# 廖麗麗
廖麗麗（英語：Lily Liu Lai-lai，1947年7月19日—2017年9月4日），香港資深甘草演員，畢業於1984年新加坡廣播局藝員訓練班，前香港無綫電視基本藝人合約女艺員。

## 背景

### 生於亂世
廖麗麗的父親為廣東客家人，而母親則為滿州人。其父是中日抗戰時在中國宜安參與戰爭的一名老幹部、團正委，從軍前為一名礦工（後在1949年成為小學教師）。母親在當時的民工團作歌舞演出。二人因此而認識，其後育有廖麗麗。廖麗麗出生前到自出娘胎以來都經歷戰事，曾數度遇上生命威脅如火器爆炸導致雪橇翻轉、母親懷胎時墮馬以及軍中士兵擦槍走火險中母親肚皮。但她都平安無事度過難關。她出生後由外婆照顧，時正身處於東北三省。後來交由父親的警衛員帶到北京照顧。當廖麗麗剛學懂行路時曾再度遇上生命威脅─跌落熱水以致皮膚剝落。她到了三四歲就被送到幼稚園住讀。不久，其父因無辜受害變成三反五反政治運動的批判對象。結果被抄家，並被送到勞改處監禁一年。因與雙親不能經常見面，廖麗麗為了見母親便在夜晚故意「負被」，令到自己發燒。她長大後，父親患上胰臟癌逝世。中國政府於鄧小平執政後，才頒下命令為他平反。廖麗麗在18至19歲期間就讀一間六年制寄宿舞蹈學校。此前她曾投考「史歌舞團」。她一邊讀書，一邊幫父親於兵工廠打工，負責擔抬食水。另外又要照顧其他親姊妹。

### 投身舞蹈界
廖麗麗學有所成之際就展開上山下鄉的演出歷程，到處在農民、漁民、礦工和軍隊面前表演民族舞。因應要體驗人民生活，所以她亦曾被安排去倒夜香。她曾經參與過樣板戲和由1964年開始上演的《東方紅》音樂劇，其正式演出的時間正值內地展開文化大革命。同時，她被分派到廣東地區定居，擔任舞蹈老師教授中國舞，與新疆交流團交流舞蹈。不久，廖麗麗結婚生育。因應共產黨政策規定舞蹈團成員要在適當時候才能輪流生兒育女，加上一些領導幹部不容許她生下第一胎。廖麗麗最終被迫無奈墜胎。當她生下第一胎後，廣東省歌唱團的團長有意邀請她入團，但由於她的身形未回復狀態，於是事情便不了了之。在文化大革命發生期間，廖麗麗跟隨紅衛兵到處表演兼參與批鬥。而她的父親因被批鬥過，所以反對她與第一任丈夫（印尼華僑）來往。之後文化大革命結束，廖麗麗帶同女兒到香港土瓜灣與美孚生活了一年多以等待新加坡入境申請，與印尼華僑丈夫團聚。她在這段時間內再次擔任舞蹈老師以及到玩具廠打工謀生。輾轉之間其丈夫獲新加坡交響樂團聘請，廖麗麗終於可以入境定居當地。她當時在新加坡的學校或會館教授舞蹈。其後新加坡國家劇場欠缺舞蹈教師，又得知她是專業人士，於是就聘用她做國家民族舞蹈團的藝術指導。她於舞蹈團時培育了一批現時任職舞蹈教師的學員。而且，也涉獵過一年一度舞蹈晚會的舞蹈設計、編舞、服裝準備等範圍。此時，廖麗麗累積了一定知名度。恰巧新加坡廣播局（新廣）招生，她就在1983年以獨舞投考藝員訓練班。畢業後簽約成為新廣藝員，並留在當地長達8年。

### 赴新加坡發展
新廣成立之初只有120個藝員。廖麗麗初進電視台時已經是一二線花旦。不過卻因電視台人手不足，她要協助準備好戲服才開始工作。而其對演藝的興趣始於自己的學習心。廖麗麗喜歡學習，甫進入藝員訓練班便學習演戲、美術、唱歌等方面。另外，她又自學游泳、太極和書法。當她在電視台拍攝電視劇時，她曾幫劇組編舞。在1987年，廖麗麗餘下兩年的電視台演員合約尚未完結。其丈夫的交響樂團合約反已結束。為了女兒的學業，她隨即提前解約舉家移居香港至今。回到香港後，她主動聯絡無綫電視，希望可以成為旗下藝員。她本來需要重新投考訓練班，碰巧有電視台導演從新加坡回來無綫電視工作，並告知藝員部門有關廖麗麗在新加坡的當紅情況。她不需要重新應考就能與電視台簽約，由領最低薪金的演員級別做起。後來為了增加收入，她再次當業餘舞蹈教師，教授拉丁舞。直至2007年起，她才明白香港電視台的文化是需要藝人多點客套禮儀以及社交聯誼才能拓展演出角色的範圍。於是她多了和幕後人員溝通，兼且展現自己的所長。正因為多展所長，無綫電視有部分有關舞蹈的節目有找她協助給予意見。

### 演藝事業
廖麗麗自1987年起一直在無綫電視擔當綠叶演員，其擅长飾演三姑六婆及阔太，至今演出劇集逾百套。此外，廖麗麗本身亦擅长社交舞，曾在《皆大歡喜》、《天天天晴》及其他劇集中有跳舞的演出。《刑事偵緝檔案III》的鄭小姐和《酒店風雲》的賣菜婆让人看到眼熟，人气急升。

### 生活狀況
2011年，廖麗麗確診患上乳腺癌，經治療後已經康復。此前，她的丈夫亦患上癌症。她為了養家，故此在演戲之外還打兩份額外工作，包括為台灣錄影帶翻譯粵語對白和幫朋友從香港長沙灣工廠大廈攜帶成衣往深圳的時裝店銷售。其時她仍然有跳舞的習慣，原因是醫生要她繼續跳舞以讓腰骨維持正直。

### 離世
2017年9月4日凌晨，廖麗麗因舌癌，在東區醫院病逝，終年70歲。

## 演出作品

### 電視劇（無綫電視）
| 首播           | 劇名                 | 角色 |
| 1988年         | 大茶园               | - |
| 1988年         | 鬥氣一族             | May（第6-8集） |
| 1989年         | 决战皇城             | - |
| 1989年         | 花月佳期             | - |
| 1989年         | 他來自江湖           | 王太太（第27集） |
| 1989年         | 婆媽女婿             | 李太太（第10集） |
| 1990年         | 我本善良             | 王師母 |
| 1990年         | 人在邊緣             | 老 師（第9集） |
| 1992年         | 壹號皇庭             | 張太太 |
| 1992年         | 血濺塘西             | 福嫂 |
| 1992年         | 大時代               | 法 官 |
| 1992年         | 重案傳真             | 陶小姐 |
| 1993年         | 武尊少林             | 白慕儀 |
| 1993年         | 超能幹探Super Cop    | 一賢母 |
| 1993年         | 壹號皇庭II           | 表 姨 |
| 1994年         | 黃飛鴻系列之鐵膽梁寬 | 李夫人 |
| 1994年         | 獨臂刀客             | 主 持 |
| 1994年         | 小李飛刀             | 老闆娘 |
| 1994年         | 新重案傳真           | 師 奶 |
| 1994年         | 金毛獅王             | 素青母 |
| 1994年         | 壹號皇庭III          | 欣 母 |
| 1994年         | 餐餐有宋家           | 的士客（第140集） |
| 1995年         | 神鵰俠侶             | 孫不二 |
| 1995年         | 刀馬旦               | - |
| 1995年         | 情濃大地             | 張 媽 |
| 1995年         | 真情                 | 坤嫂（第87、88集） |
| 1996年         | 900重案追兇          | 洪師奶 |
| 1996年         | 聊斋                 | 户部夫人 |
| 1996年         | 笑傲江湖             | 張夫人 |
| 1997年         | 廉政追緝令           | 關彩菊 |
| 1997年         | 苗翠花               | 媒 婆 |
| 1997年         | 狀王宋世傑           | 鴇 母 |
| 1997年         | 天龍八部             | 天山童姥的丫鬟 |
| 1997年         | 刑事侦缉档案III      | 鄭小姐 |
| 1997年         | 西游记 (贰)          | 蕓夫人 |
| 1998年         | 天地豪情             | 芳 姐 |
| 1998年         | 妙手仁心             | 群 母 |
| 1998年         | 大澳的天空           | 强 嫂 |
| 1999年         | 洗冤錄               | 孕 妇（第13集） |
| 1999年         | 創世紀               | 錢太太（第1集） |
| 1999年         | 布袋和尚             | 曹夫人 |
| 2000年         | 男親女愛             | 媽媽生（第2集）、梅香（第37集） |
| 2000年         | 碧血剑               | 袁夫人 |
| 2000年         | 妙手仁心II           | 呂管家 |
| 2000年         | 廟街.媽.兄弟         | |
| 2001年         | FM701                | 阿 婆 |
| 2001年         | 倚天屠龍記           | 朱夫人 |
| 2001年         | 七姊妹               | 租 客 |
| 2001年         | 皆大歡喜             | 王婆（第4、13、21集） |
| 2002年         | 皆大歡喜             | 發妻（第87集）、路人（第110集）、奶媽應徵者（第121集）、婦人（第128、208-209集）、茶樓老板娘（第154集）、清潔女工（第179集）、尼姑（第225集）、老妓女（第236集）、女子（第251集）、劍嬸（第297集）、街坊（第310集）                       |
| 2002年         | 洛神                 | 四 嬸（第22集） |
| 2002年         | 烈火雄心II           | 女童母（第1集） |
| 2002年         | 談判專家             | 林巧媚 |
| 2002年         | 無頭東宮             | 村 民 |
| 2002年         | 絕世好爸             | 珠 媽（第7-8集） |
| 2002年         | 戇夫成龍             | 商户妻 |
| 2002年         | 再生緣               | 窝窝儿 |
| 2003年         | 衝上雲霄             | Ada（第15集） |
| 2003年         | 美麗在望             | 麗 姐 |
| 2003年         | 十萬噸情緣           | 病 人 |
| 2003年         | 皆大歡喜             | Nancy（第18集）、朱師奶（第36集）、馬師奶（第69-70集）、春姐（第89集）、英姑（第96集）、阿婆（第97集）、陳師奶（第104集）、老婦（第115集）、惠惠（第143集）、昌母（第163集）、貓婆（第165集）                                           |
| 2003年         | 金牌冰人             | 朱 媽 |
| 2003年         | 衛斯理               | 清洁女工 |
| 2003年         | 洗冤錄II             | 黃大媽（第1集） |
| 2004年         | 無名天使3D           | 六姐邻居 |
| 2004年         | 皆大歡喜             | 師奶（第204-205、211集）、小販（第207集）、點心嬸（第232集）、婦人（第291集）、陳師奶（第309集）、師奶張（第317集）、惡婆（第345集）、賣菜婆（第354集）、合奶奶（第355集）、蕙姨（第380集）、清潔阿嬸（第384集）、麻雀友（第395-396集） |
| 2004年         | 棟篤神探             | 梁太太 |
| 2004年         | 烽火奇遇結良緣       | 美顏堂老板娘 |
| 2004年         | 怪侠一枝梅           | 街 坊 |
| 2005年         | 皆大歡喜             | 張太（第434集） |
| 2005年         | 蓋世孖寶             | 張大婶 |
| 2005年         | 佛山赞师父           | 何 媽 |
| 2005年         | 我的野蛮奶奶         | 陳夫人 |
| 2005年         | 老婆大人             | 报摊贩 |
| 2005年         | 学警雄心             | 路 人 |
| 2005年         | 心花放               | 阿 嬸 |
| 2005年         | 甜孫爺爺             | 娟 姐 |
| 2005年         | 酒店風雲             | 菜 婆 |
| 2005年         | 胭脂水粉             | 買 家 |
| 2005年         | 阿旺新傳             | 芳 姐 |
| 2005年         | 妙手仁心III          | 馬小姐 |
| 2005年         | 隨時候命             | 護士 |
| 2006年         | 赌场風雲             | 赌 客 |
| 2006年         | 東方之珠             | 四 姐 |
| 2006年         | 高朋滿座             | 師 奶 |
| 2006年         | 潮爆大状             | 李玉琴 |
| 2006年         | 鳳凰四重奏           | 光大媽 / 鄉 親 |
| 2006年         | 汇通天下             | 林英傑夫人 |
| 2006年         | 法證先鋒             | 林 愛 |
| 2006年         | 火舞黃沙             | 萍 姑 |
| 2006年         | 男人之苦             | 師 奶 |
| 2006年         | 楼住有情人           | 八 姑 |
| 2006年         | 刑事情報科           | 沈潔芳 |
| 2006年         | 布衣神相             | 大妗姐 |
| 2006年         | 謎情家族             | 婆 婆 |
| 2007年         | 溏心風暴             | 冰 姐 |
| 2007年         | 律政新人王II         | 蓮 姐 |
| 2007年         | 两妻時代             | 瑜伽班學員 |
| 2007年         | 鐵咀銀牙             | 丧家朱府 |
| 2007年         | 通天乾探             | 何太太 |
| 2007年         | 爸爸闭翳             | 贼 婆 |
| 2007年         | 歲月風雲             | 蘭 姐 |
| 2007年         | 学警出更             | 馬太太 |
| 2007年         | 師奶兵團             | 幼稚园校长 |
| 2007年         | 同事三分親           | 順 嫂 / 師 奶 |
| 2007年         | 迎妻接福             | 三 姑 |
| 2007年         | 十兄弟               | 陳大嬸 |
| 2007年         | 亂世佳人             | 阿 金 |
| 2007年         | 建筑有情天           | 六 姐 |
| 2007年         | 奸人堅               | 雞 媽 |
| 2007年         | 舞動全城             | 雷 太 |
| 2008年         | 珠光寶氣             | 彩 姐 |
| 2008年         | 毕打自己人           | 燕雙飛 |
| 2008年         | 與敌同行             | 羅 母 |
| 2008年         | 溏心风暴之家好月圆   | 碧 姐 |
| 2008年         | 原来爱上贼           | 麗婆婆 |
| 2008年         | 古靈精探             | 好 姐 |
| 2008年         | 和味浓情             | 清潔阿嬸 |
| 2008年         | 野蛮奶奶大戰戈师奶   | 婆 婆 |
| 2008年         | 疑情别恋             | 英 姐 |
| 2008年         | Click入黃金屋        | 玉朋友（第1集） |
| 2009年         | 绝代商骄             | 珠 姐 |
| 2009年         | 巴不得爸爸...        | 黎佩瑜 |
| 2010年         | 情越雙白線           | 吳 太 |
| 2010年         | 摘星之旅             | 阿好、好姐 |
| 2010年         | 巾帼枭雄之義海豪情   | 英 姐 |
| 2010年         | 刑警                 | 芝 母 |
| 秋香怒點唐伯虎 | 鴇母                 | |
| 2011年         | 仁心解碼             | 群 姐 |
| 2011年         | 真相                 | 盧惠嫦 |
| 2011年         | 誰家灶頭無烟火       | 陳校长 |
| 2011年         | 不速之約             | 梁太太（第12集） |
| 2011年         | 法證先鋒III          | 蘭 姐 |
| 2011年         | 萬凰之王             | 秦嬷嬷 |
| 2012年         | 換樂無窮             | 米 貴 |
| 2012年         | 4 In Love            | 羅舞伴 |
| 2012年         | On Call 36小時       | 黃 太 |
| 2012年         | 盛世仁傑             | 金 花 |
| 2012年         | 當旺爸爸             | 霞 姨 |
| 2012年         | 耀舞長安             | 監舞上師 |
| 2012年         | 拳王                 | 容 姐 |
| 2012年         | 心戰                 | 妙 |
| 2012年         | 衝呀！瘦薪兵團       | 清 姐 |
| 2012年         | 怒火街頭2            | 劉 太 |
| 2012年         | 我外母唔係人         | 街 坊 |
| 2012年         | 大太監               | 姜樂師 |
| 2013年         | 談談情·練練武        | 小巴乘客 |
| 2013年         | 女警愛作戰           | 中 女 |
| 2013年         | 凶城計中計           | 媒 婆 |
| 2013年         | 千謊百計             | 鄺玉蘭（蘭嬸） |
| 2013年         | 愛·回家 (第一輯)     | 薇 姨 |
| 2013年         | 金枝慾孽貳           | 康太妃 |
| 2014年         | 廉政行動2014         | 萍 姐 |
| 2014年         | 點金勝手             | 容秀娟 |
| 2014年         | 寒山潛龍             | 威 母 |
| 2014年         | 載得有情人           | 售貨員 |
| 2014年         | 我們的天空           | 蘭 姐 |
| 2014年         | 再戰明天             | 田三妹 |
| 2014年         | 老表，你好hea！      | 梅 姐 |
| 2014年         | 醋娘子               | 一綿師太 |
| 2014年         | 八卦神探             | 銀行客人 |
| 2015年         | 四個女仔三個BAR      | 衡 母 |
| 2015年         | 華麗轉身             | 月 姐 |
| 2015年         | 愛·回家 (第二輯)     | 馮英愛 |
| 2015年         | 收規華               | 四 嫂 |
| 2015年         | 張保仔               | 三 姑 |
| 2016年         | 愛情食物鏈           | 葉美婷 |
| 2016年         | 末代御醫             | 陳嬤嬤 |
| 2016年         | 愛·回家之八時入席    | 麗 |
| 2016年         | 純熟意外             | 女院長 |
| 2016年         | 城寨英雄             | 好 姐 |
| 2016年         | 巨輪II               | 順 姐 |
| 2016年         | 為食神探             | 廣 嫂 |
| 2016年         | 流氓皇帝             | 醫館工人 |
| 2017年         | 乘勝狙擊             | 蓮 姐 |
| 2017年         | 與諜同謀             | 霞 姐 |
| 2017年         | 我瞞結婚了           | 謝 太 |
| 2017年         | 愛·回家之開心速遞    | 潔 姐（第64集） |
| 2017年         | 使徒行者2            | 譚兆龍母親（第1集） |
| 2017年         | 誇世代               | 紙紮蘭 |
| 2018年         | 三個女人一個「因」   | 舞 伴 |
| 2018年         | 宮心計2深宮計        | 麗 娘 |
| 2019年         | 婚姻合伙人           | 雲 姨 |

### 電視電影 (無綫電視)

#### 1992年
- 羣星會

#### 2003年
- 咫尺疑魂 飾 项链售货员

#### 2004年
- 冥约 飾 王太太
- 红杏劫 飾 谦新秘书

### 綜藝節目
- 2011年：福祿壽大假光臨（第2集 福祿壽聖誕佳音）
- 2016年：Sunday好戲王

### 其他（無綫電視）
- 2017年：存款保障全為你

### 電視 (新加坡廣播局)
| 首播   | 劇名   | 角色   |
| 1985年 | 咖啡乌 | 苏妮   |
| 1986年 | 红头巾 | 佩金   |
| 1987年 | 五腳基 | 何秀霞 |

### 電影

#### 1988年
- 刑警本色 飾 军装警員[6]

#### 1991年
- 双镯

#### 1993年
- 愛到盡頭

#### 1994年
- 无尽的欲 飾 梁穎好
- 天崖追兇

#### 1995年
- 明日天涯

## 外部連結
- 廖麗麗在香港影庫上的簡介
- 電台訪問錄音：
- 香港電台第二台廣播節目《守下留情》訪問「本週嘉賓: 廖麗麗 (1)」 （页面存档备份，存于）
- 香港電台第二台廣播節目《守下留情》訪問「本週嘉賓: 廖麗麗 (2)」 （页面存档备份，存于）
- 香港電台第二台廣播節目《守下留情》訪問「本週嘉賓: 廖麗麗 (3)」 （页面存档备份，存于）
- 香港電台第二台廣播節目《守下留情》訪問「本週嘉賓: 廖麗麗 (4)」 （页面存档备份，存于）
- 香港電台第二台廣播節目《守下留情》訪問「本週嘉賓: 廖麗麗 (5)」 （页面存档备份，存于）